# 惠而浦
惠而浦集团（英語：Whirlpool Corporation，：WHR）是美国密歇根州本顿港的一家电器制造商。

## 歷史

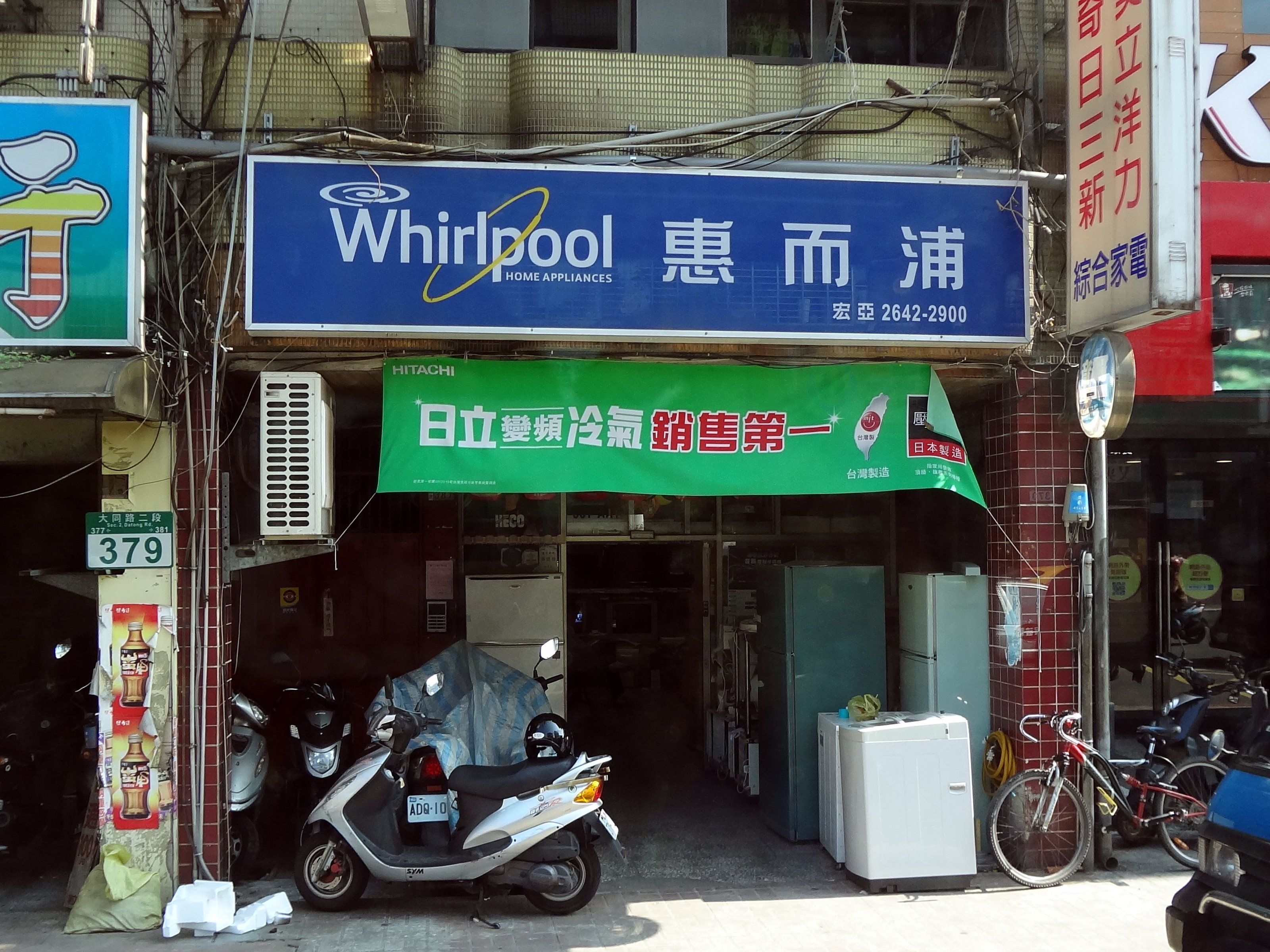
基隆市一間加盟店

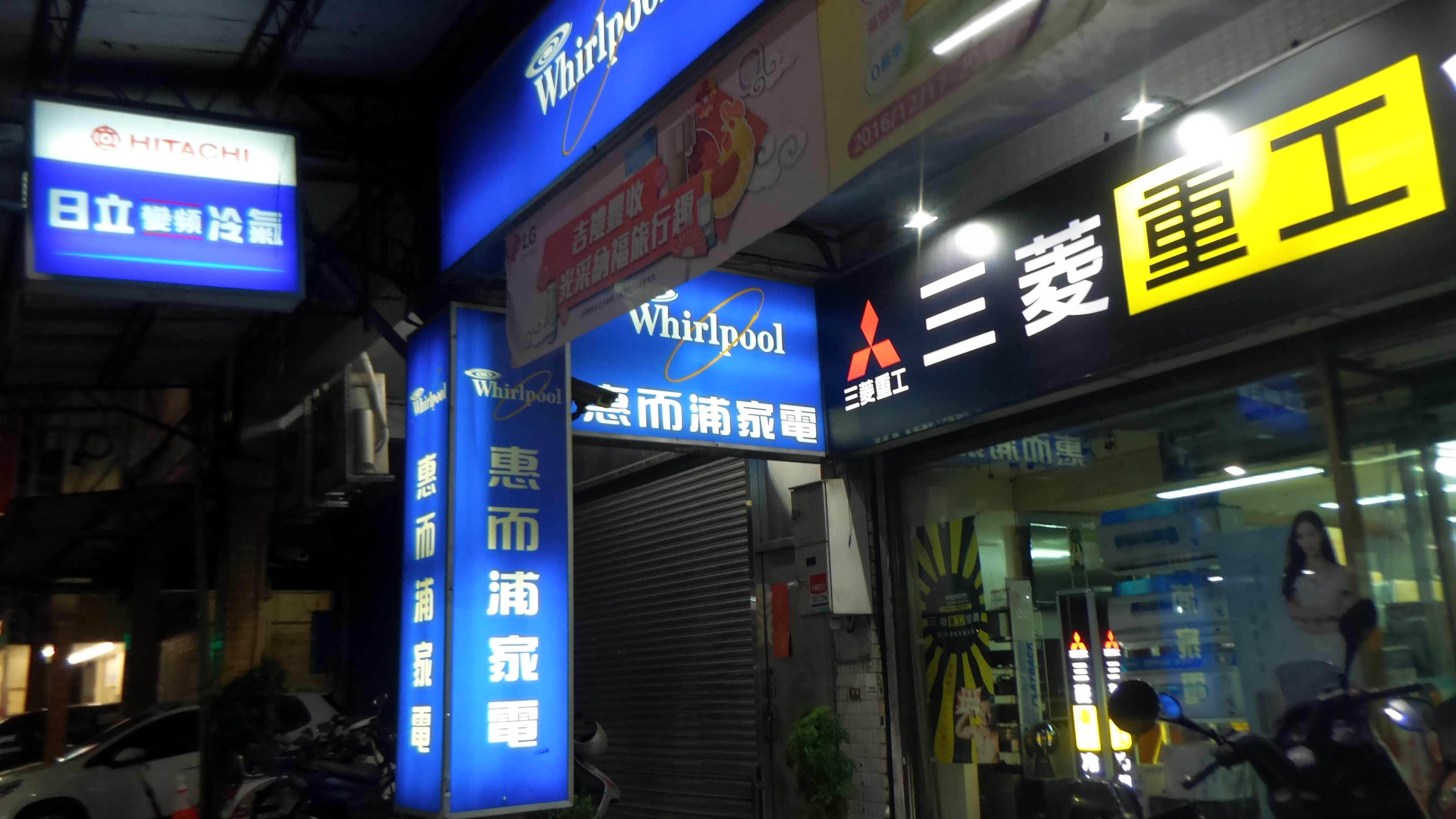
新北市一間加盟店

惠而浦的前身可追溯至1911年11月11日創辦的阿普頓機械公司（Upton Machine Company）。當時公司主要以生產擰乾洗衣機。1929年公司與另一家公司──十九百洗衣機公司（Nineteen Hundred Washer Company）合併，並採用後者名稱作新公司名。
二次大戰後，於1949年正式推出自動式洗衣機；兩年後更改公司名稱作「惠而浦」（Whirlpool）。
2006年3月31日，惠而浦在收购美泰格后成为全球最大的电器制造商。
2014年9月16日，惠而浦通過協議成為合肥榮事達三洋電器股份公司的控股股東，惠而浦將通過與三洋電機的股權轉讓和定向增發方式取得合肥三洋51%股權。合肥榮事達三洋前身為由原榮事達集團、三洋電機及三洋電機（中國）共同投資成立的中日合資企業。2014年11月6日，惠而浦（中國）股份公司揭牌仪式在合肥市政务中心举行；同年12月18日，合肥三洋股票简称正式变更为惠而浦（上交所：600983）。2021年5月，中国家电企业格兰仕收购惠而浦中国51.1%的股权，格兰仕成为惠而浦中国的新实控人。
2014年10月14日，歐盟反壟斷監管機構批准惠而浦以7.58億歐元（約合10.3億美元）現金向Indesit（意黛喜）控股家族成員手中收購歐洲第三大家電制造商意大利Indesit的67%股權的交易。